# Дебьен, Жан-Поль
Жан-Поль Дебьен (фр. Jean-Paul Desbiens), в монашестве Брат Пьер-Жером (фр. Frère Pierre-Jérôme), литературный псевдоним Брат Аноним (англ. Brother Anonymous, фр. Frère Untel); офицер Ордена Канады (2006) (7 марта 1927, Метабечуан, Квебек, Канада — 23 июля 2006, Квебек, Квебек, Канада) — квебекский писатель
, журналист, педагог, монах католического ордена Маристов.
Принял монашеский обет в 1944. Учился в Монреальском университете и Университете Лаваля, который окончил по специальности «философия» в 1958 г., после чего преподавал в старших классах. В 1960 г. выпустил книгу «Упрямство брата Анонима» (Les insolences du Frère Untel, 1960), которая через два года была выпущена и в английском переводе. В книге резко критиковал качество образовательной системы в Квебеке, которая в то время всё ещё находилась под контролем католической церкви. Одним из результатов этого, по мнению Дебьена, стало низкое качество как устного, так и письменного французского языка среди молодёжи. Книга считается одним из катализаторов Тихой революции в Канаде 1960—1970-х гг, которая уравняла права франкофонов и англофонов и в то же время привела к секуляризации Квебека. Затем выпустил книгу «Под солнцем сожаления» (Sous la soleil de la pitié, в английском переводе «Возвращение Брата Анонима», For Pity’s Sake: The Return of Brother Anonymous, 1965).
После того, как его авторство стало явным, его отношения с католической церковью Канады ухудшились, он покинул Квебек и поступил в аспирантуру Фрайбургского университета в Швейцарии, где защитил диссертацию по философии. Позднее работал в Министерство образования Квебека, в 1970—1972 был главным редактором газеты La Presse, главой провинциальной религиозной конгрегации. Последние годы страдал от рака лёгких. Умер от сердечного приступа.